# Pedro Vallana
Pedro Vallana Jeanguenat (Algorta, 29 de novembro de 1897 – 4 de julho de 1980) foi um futebolista profissional espanhol, medalhista olímpico.
Pedro Vallana representou seu país nos Jogos Olímpicos de Verão de 1920, na Antuérpia, ganhando a medalha de prata.